# Färgargården, Södermalm

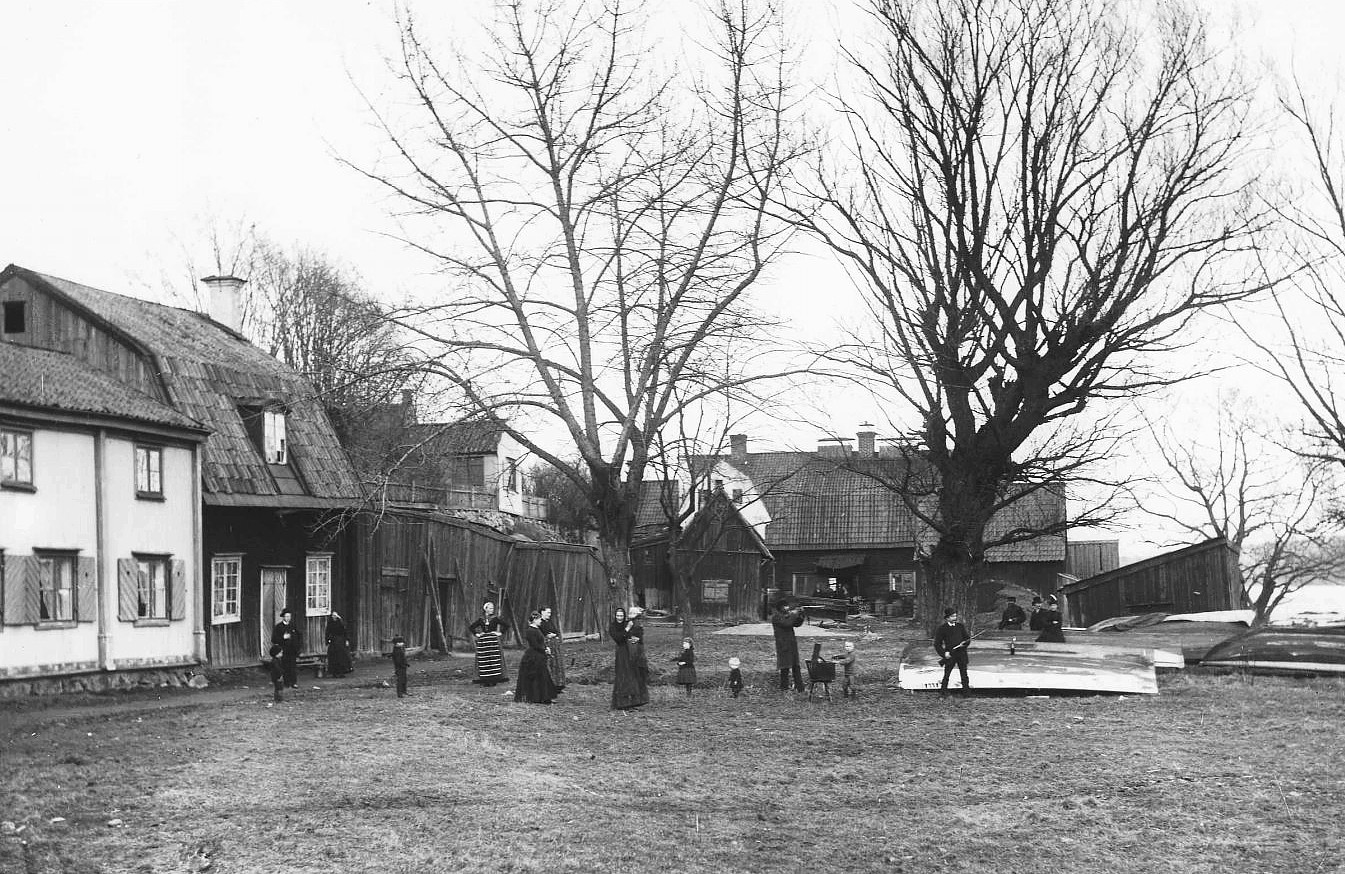
Färgargården vid Hammarby sjö, 1900. Rakt fram ligger färgeribyggnaden och till vänster syns de delvis bevarade bostäderna.

Färgargården var en verksamhet för färgning av tyger som var belägen vid nuvarande Färgargårdstorget på Södermalm i Stockholm. Färgeriet bedrevs här från slutet av 1600-talet och fram till 1930-talet. Idag återstår bara en bostadslänga vid Färgargårdstorget och ett stenhus vid Barnängsgatan 66; resten revs.

## Historik

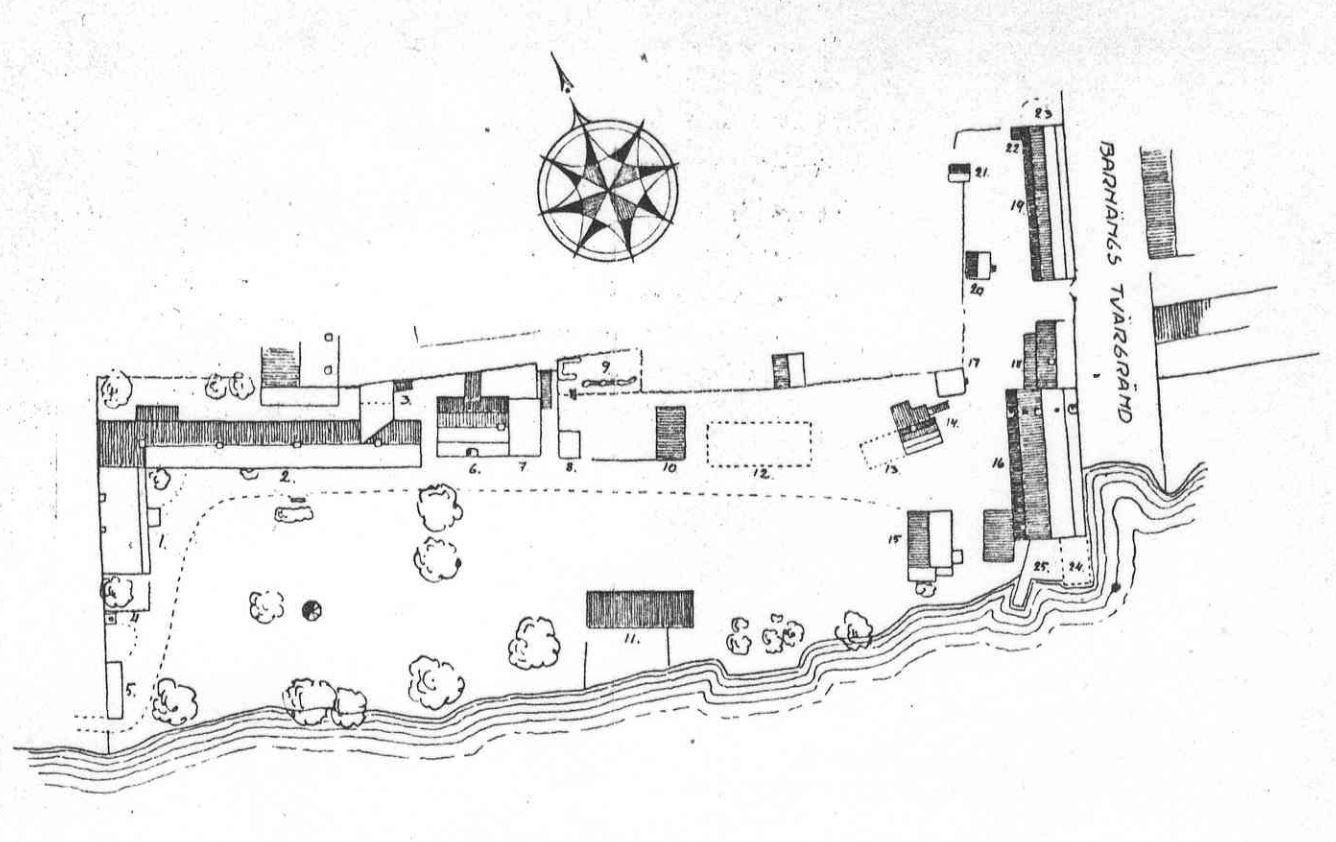
Färgargården, situationsplan, 1919.

Färgeriverksamhet var knuten till Barnängens manufaktur som låg vid Hammarby sjöns västra strand. Den första kända färgaren som var verksam här var Hans Wessman, som började på 1680-talet. En annan känd färgare var Carl Gustaf Hoving, som 1770 lät uppföra den fortfarande existerande Hovings malmgård. Han ägde även kvarnen Klippan på nuvarande Danviksklippan som användes för malning av färg till Hovings färgeri. 
Den sista anläggningen bestod av ett flertal byggnader direkt intill sjön, då det krävs mycket vatten för verksamheten. På en situationsplan från 1919 framgår bebyggelsen som hade uppförts under 1700-talet. Färgeriet hade sin entré från Barnängens tvärgata (nuvarande Barnängsgatan). Mot norr sträckte sig tomten med trädgård till nuvarande Gaveliusgatan och mot söder vidtog Hammarby sjö. Genom utfyllnader och sjösänkningar i samband med anläggandet av Hammarbyhamnen i slutet av 1920-talet ligger området idag längre inåt land.
Bland husen märks den idag kvarvarande bostadslängan (2) vars övervåning upptas i nästan hela sin längd av ramvinden där tygstycken spändes upp för att torka. Norr om bostadslängan återstår ett stenhus från 1765. Rivna är bland annat presshuset (6), färgeribyggnaden (16) och stall (19). Mot sjön fanns ett antal bodar och ett tidigare båthus (15). Fortfarande under 1920-talet bedrevs här färgeri enligt ursprungliga arbetsmetoder.

### Historiska bilder

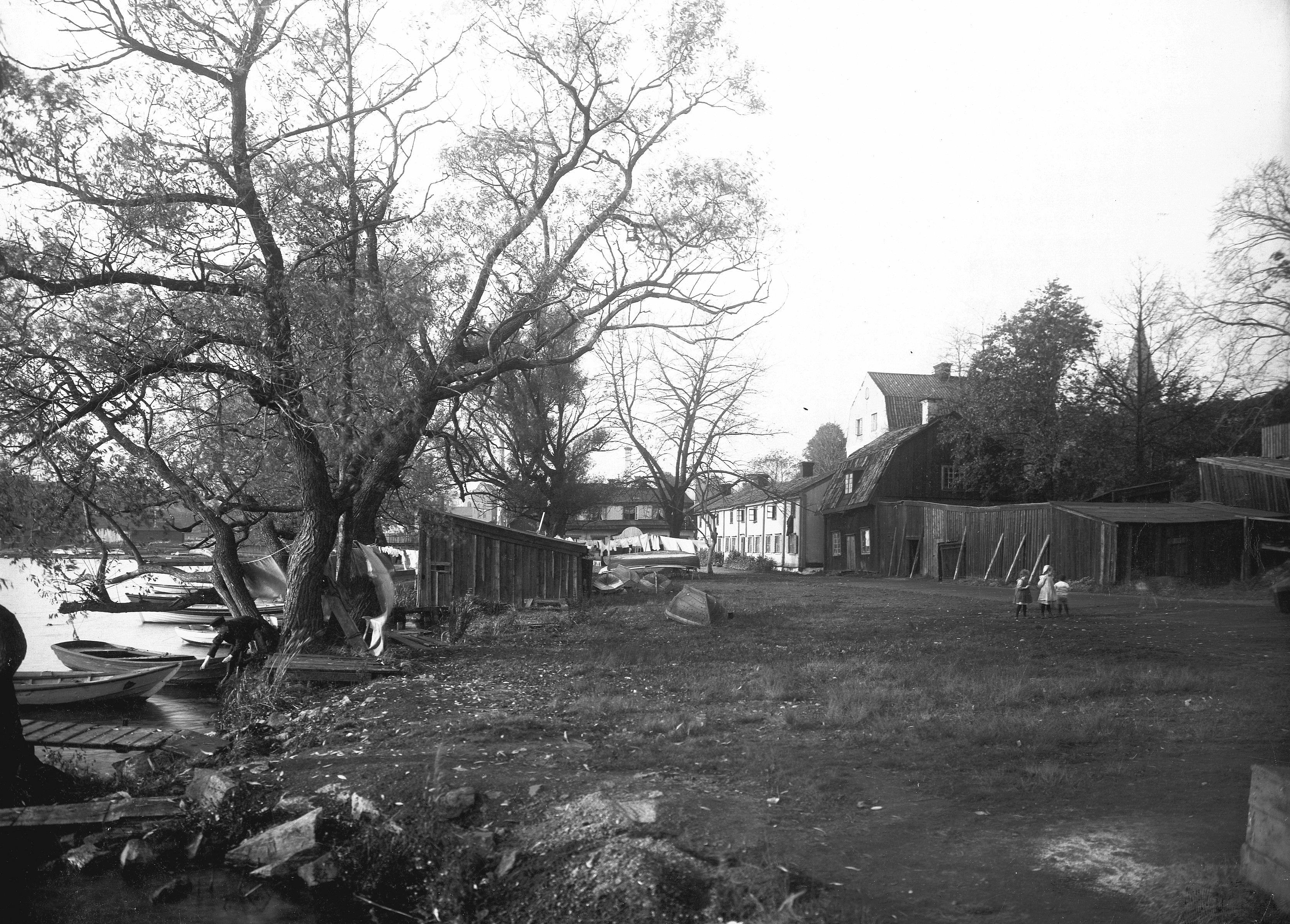
Områder omkring 1907, Hammarby sjö t.v.
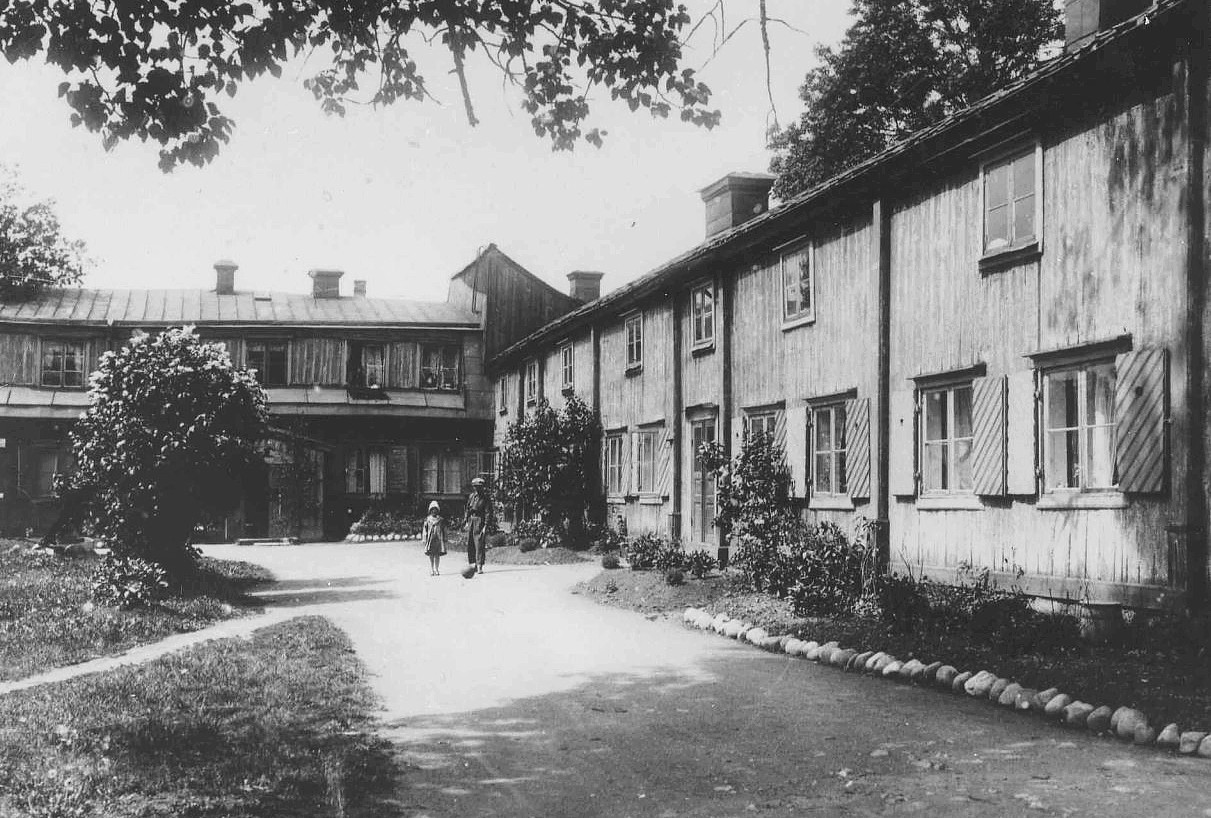
Bostadslängan 1931.
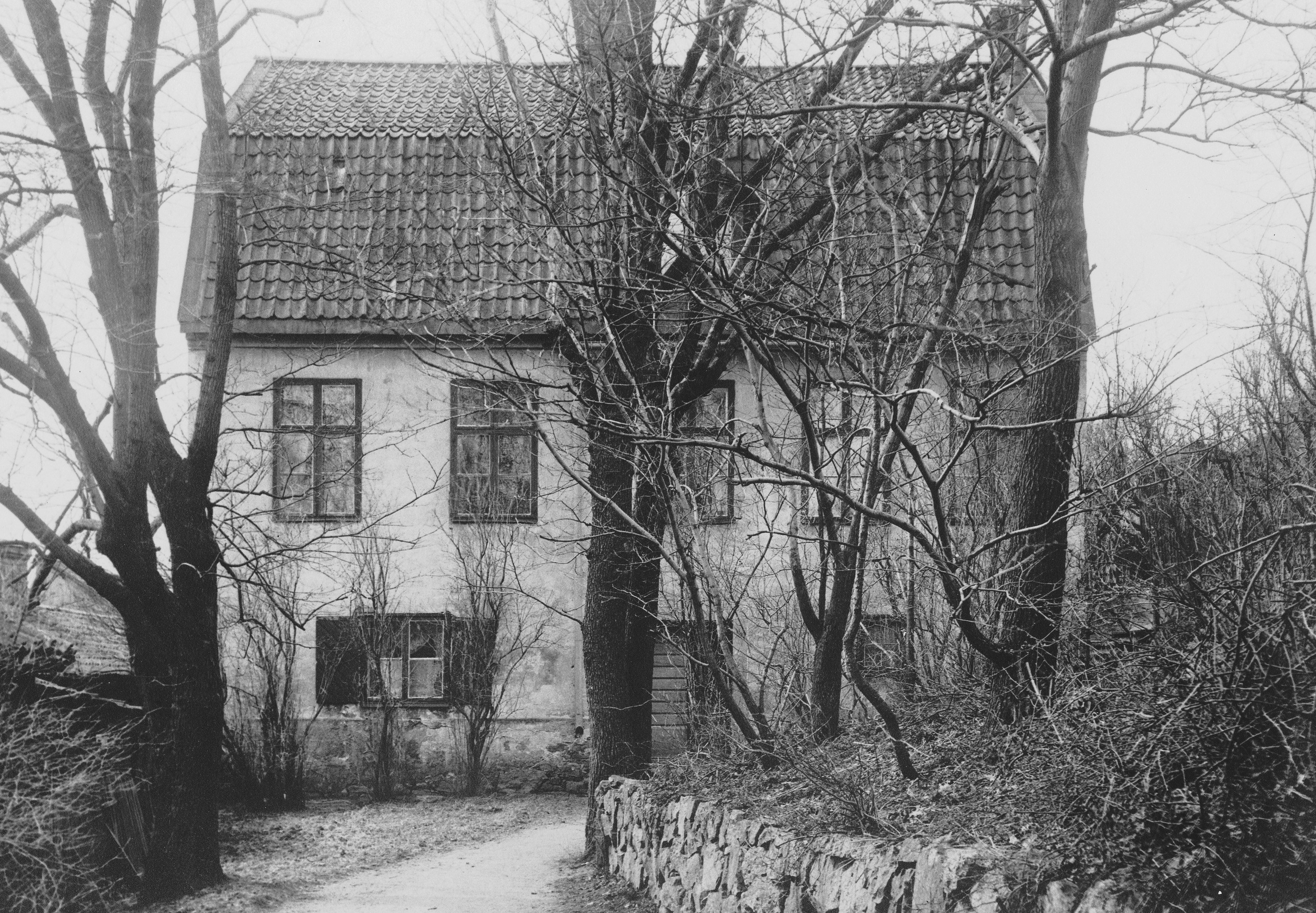
Stenhuset 1919
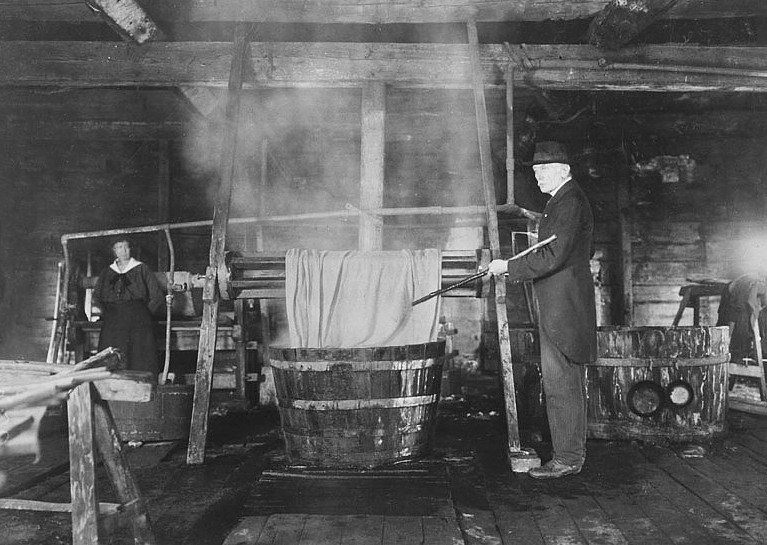
Verksamheten 1930.

## Gårdens vidare öden
I en skolfilm från 1930, producerad av Stockholms stadsmuseum visas Färgargården vid Hammarby sjö under ledning av museimannen Gösta Selling och med filmfotograf Bristol Wikström bakom kameran. I en panorering över Hammarby sjö syns byggarbetena för den nya hamnen. I början av 1930-talet revs de flesta byggnader för att bereda plats för framdragande av Barnängsgatan längre västerut. 
Gårdens trädgård mot Gaveliusgatan bebyggdes i början av 1930-talet med bostadshus, samtidigt breddades Gaveliusgatan. Gårdens södra del fick sin nuvarande bebyggelse på 1980-talet när bostadsområdet Norra Hammarbyhamnen uppfördes. Stenhuset från 1765 som står ovanför färgerigården ägdes 1943 fortfarande av Stockholms bomullsspinneri som lät arkitekt Ragnar Hjorth utföra ombyggnadsritningar.
Den kvarvarande bostadslängan från omkring 1740 och stenhuset från 1765 är blåklassade av Stockholms stadsmuseum vilket innebär att husens kulturhistoriska värde motsvarar fordringarna för byggnadsminnen i kulturminneslagen. Bostadslängans fasader mot torget är gulmålade medan fasaden mot norr är i faluröd kulör.

### Nutida bilder

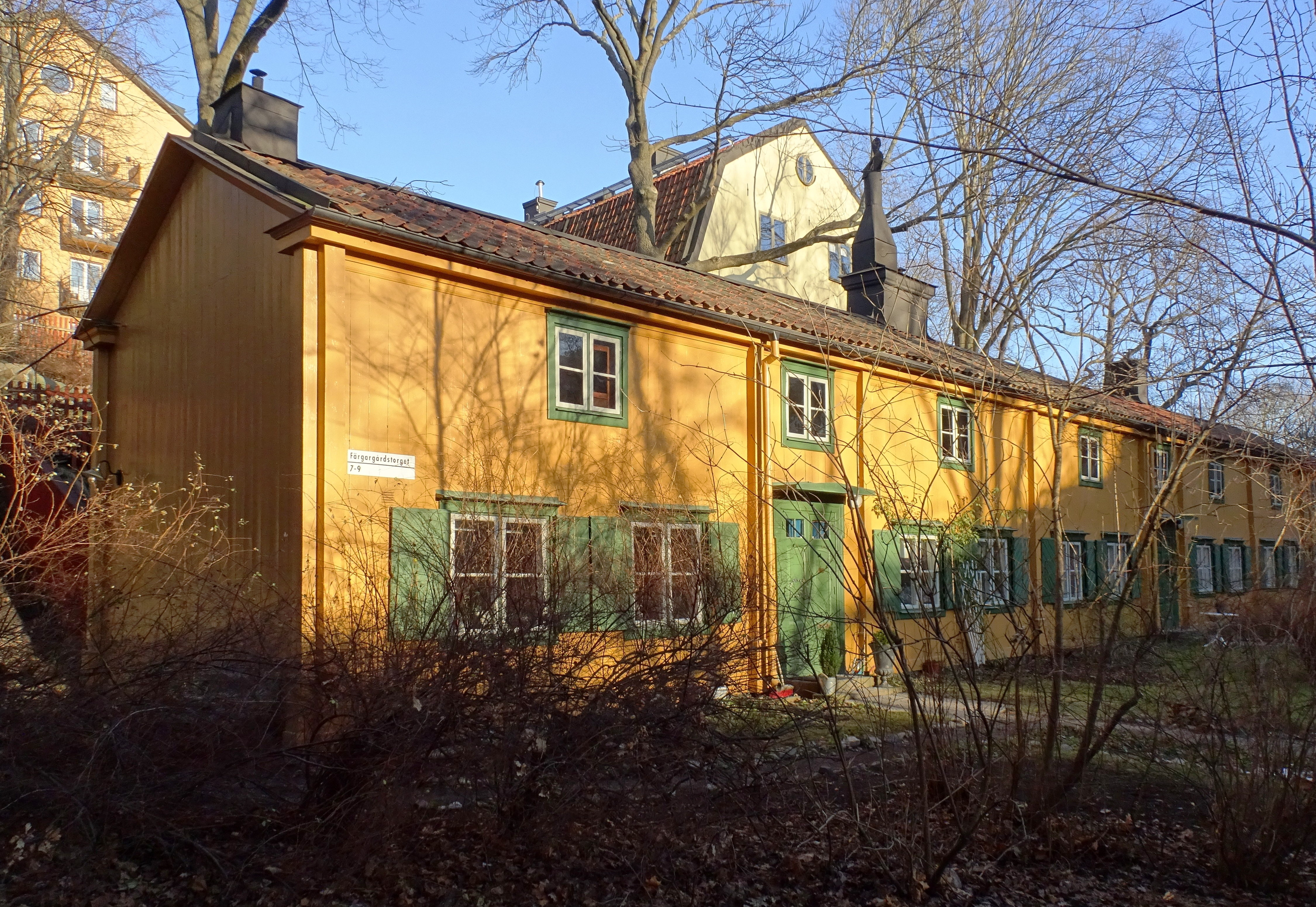
Bostadslängan mot söder.
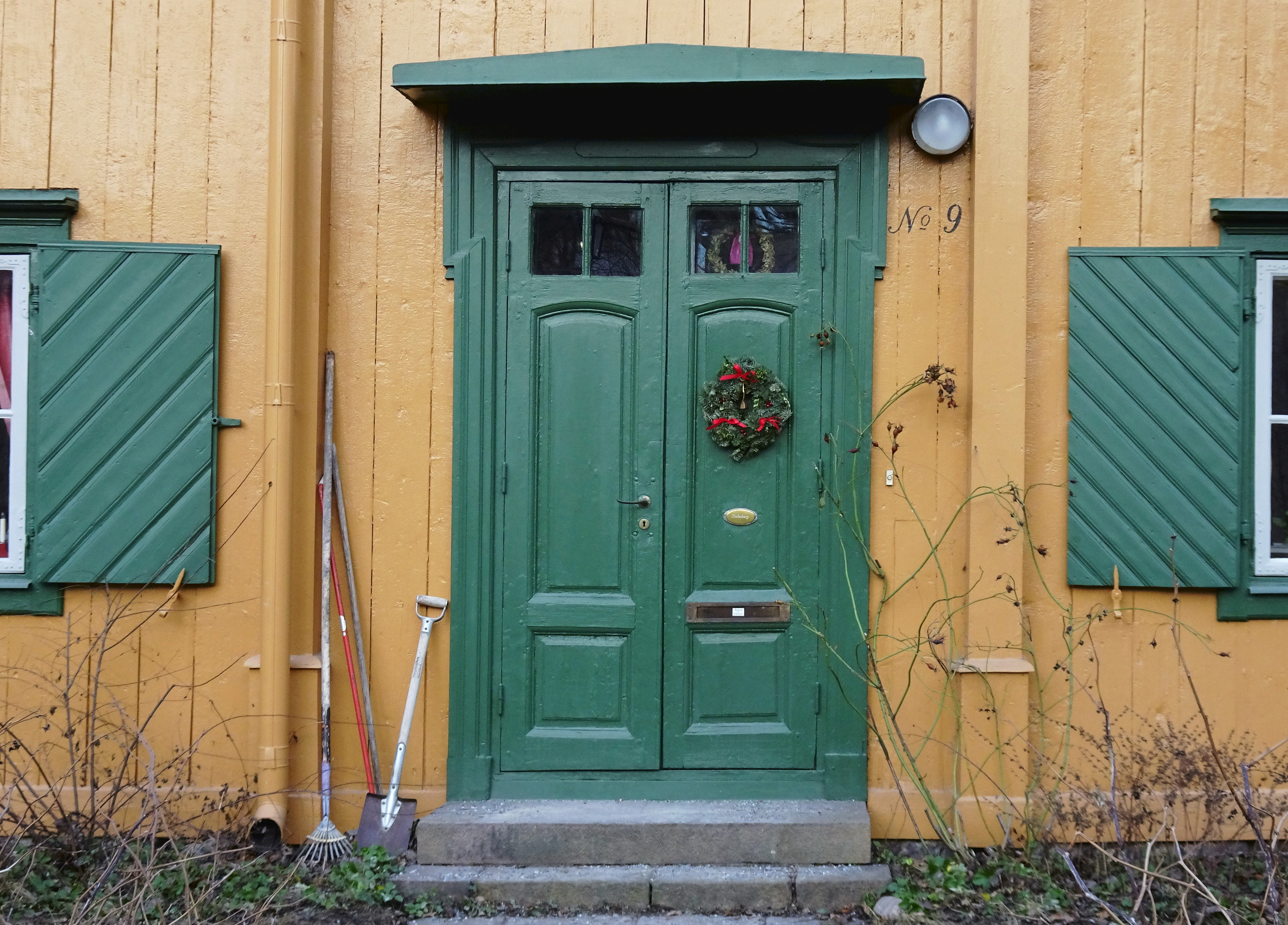
Entré Färgargårdstorget 9.
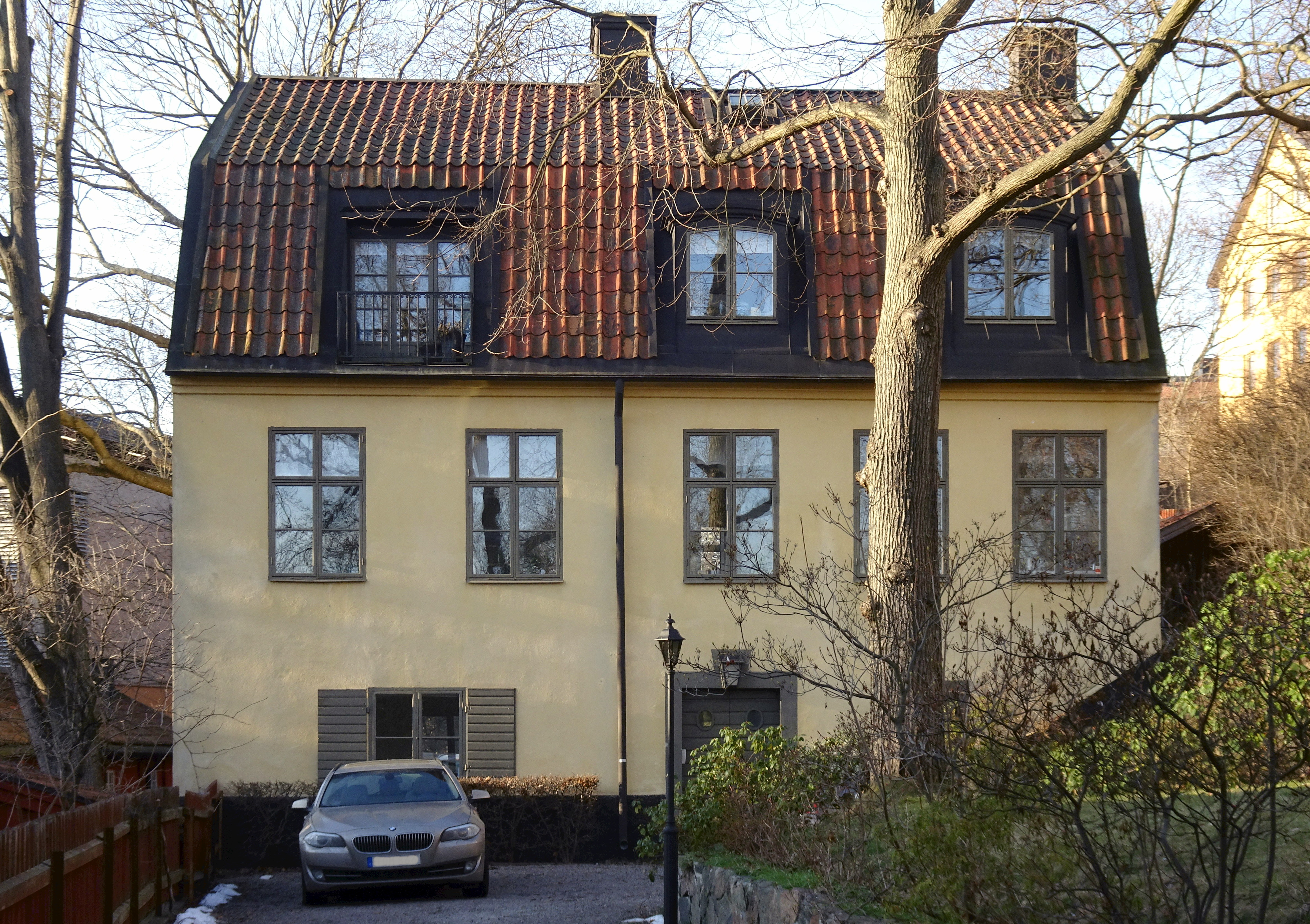
Stenhuset, Barnängsgatan 66.
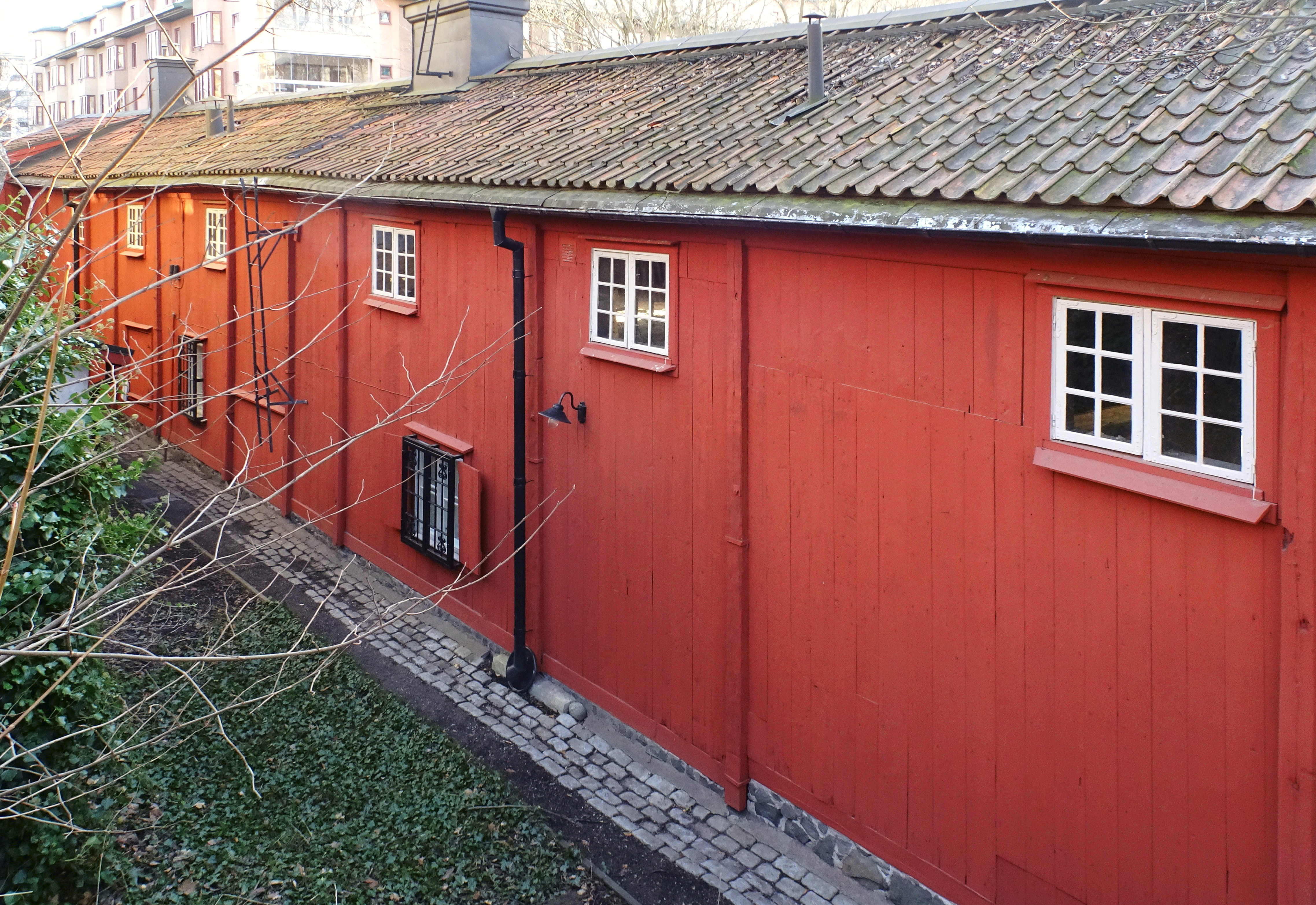
Bostadslängan mot norr.